# Coupe de France 1958/59
Der Wettbewerb um die Coupe de France in der Saison 1958/59 war die 42. Ausspielung des französischen Fußballpokals für Männermannschaften. In diesem Jahr meldeten 1.168 Vereine.
Titelverteidiger war Stade Reims, der in diesem Jahr nicht über das Achtelfinale hinauskam. Die Trophäe gewann der Traditionsklub Le Havre Athletic Club. Dies war sein erster Pokalsieg bei der zweiten Finalteilnahme seit 39 Jahren. Es war zugleich der erste und bis heute (2008) einzige Gewinn der Coupe de France durch einen Zweitdivisionär. Endspielgegner FC Sochaux-Montbéliard stand in seinem zweiten Finale; anders als im Mai 1959 hatte Sochaux das Stadion 1937 als Sieger des Wettbewerbs verlassen.
Neben dem Pokalsieger stieß mit dem FC Metz noch ein weiterer Verein aus der zweiten Liga weit vor, musste sich im Viertelfinale dann aber ausgerechnet Le Havre beugen. Erfolgreichster Amateurklub war der drittklassige SC Draguignan, der – gleichfalls gegen Le Havre – erst im Achtelfinale ausschied; zuvor hatte er – wie auch der Viertligist ES Bully – immerhin eine Mannschaft aus der Division 1 besiegt.
Nach den von den regionalen Untergliederungen des Landesverbands FFF organisierten Qualifikationsrunden griffen ab der Runde der letzten 64 Mannschaften auch die 20 Erstligisten in den Wettbewerb ein. Spiele fanden grundsätzlich auf neutralem Platz statt – darunter auch fünf im französisch beherrschten Algerien (vier in Oran und eines in Algier), ungeachtet des dortigen, erbittert geführten Unabhängigkeitskrieges. Für das Zweiunddreißigstelfinale legte die Pokalkommission der FFF die Ansetzungen fest, um ein frühes Aufeinandertreffen zweier Erstligisten zu vermeiden. Ab dem Sechzehntelfinale wurden die Paarungen frei ausgelost. Endete eine Begegnung nach Verlängerung unentschieden, wurden solange Wiederholungsspiele ausgetragen, bis ein Sieger feststand. Davon war in dieser Saison sogar das Finale betroffen; zum dritten Mal nach 1925 und 1943 musste ein Endspiel wiederholt werden, und beide Finalisten hatten bereits im Sechzehntelfinale je drei Matches benötigt, um weiterzukommen.

## Zweiunddreißigstelfinale
Spiele am 11., Wiederholungsmatches am 15. und 18. Januar 1959. Die Vereine der beiden professionellen Ligen sind mit D1 bzw. D2 bezeichnet, diejenigen der landesweiten Amateurspielklasse mit CFA, die höchsten regionalen Amateurligen als DH bzw. PH („Division d’Honneur“ bzw. „Promotion d’Honneur“).
| - Stade Rennes UC D1 – SC Bel-Abbès DH Algérie 1:0 n. V. - US Forbach D2 – RC Strasbourg D2 3:0 - UA Sedan-Torcy D1 – AS Aulnoye PH 1:0 - Red Star OA D2 – RC Lens D1 1:1 n. V., 2:0 - AS Saint-Étienne D1 – FC Grenoble D2 6:1 - Stade Français Paris D2 – FC Rouen D2 3:1 - Racing Paris D1 – ESA Brive CFA 1:0 - FC Perpignan D2 – Olympique Marseille D1 2:1 - Olympique Nîmes D1 – Stade Ruffec DH 5:1 - OGC Nizza D1 – US Graissessac DH 3:0 - FC Metz D2 – AC Cambrai DH 1:1 n. V., 6:3 - Olympique Lyon D1 – La Voulte Valence Football CFA 4:0 - FC Limoges D1 – FC Sète D2 1:0 - Sporting Toulon D2 – FC Villefranche DH 5:1 - Le Havre AC D2 – US Auchel CFA 1:0 - FC Toulouse D1 – US Le Mans DH 3:0 | - CS Fontainebleau DH – AS Hautmont DH 3:2 - SC Draguignan CFA – AS Monaco D1 3:2 - AS Cannes D2 – Olympique Avignon DH 0:0 n. V., 4:1 - ES Bully DH – US Valenciennes D1 2:1 - USO Bruay DH – AS Cherbourg CFA 2:1 - Stade Saint-Brieuc DH – US Véloce Vannes DH 3:2 - Girondins Bordeaux D2 – Arago Sports Orléans CFA 3:1 - AS Béziers D2 – FC Montauban DH 2:0 - RCFC Besançon D2 – Olympique Hussein Dey DH Algérie 2:1 - FC Annecy CFA – Rapid Menton DH 2:1 - SCO Angers D1 – JA Armentières DH 5:1 - Olympique Alès D1 – AS Aix D2 1:0 - OSC Lille D1 – US Fécamp DH 2:0 - FC Sochaux D1 – CS Blénod DH 2:1 n.V - AS Troyes-Savinienne D2 – FC Nancy D1 1:0 - Stade Reims D1 – CA Vitry DH 10:1 |

## Sechzehntelfinale
Spiele am 1., Wiederholungsmatches zwischen 5. und 18. Februar 1959
| - Stade Rennes UC D1 – Stade Saint-Brieuc DH 2:0 - UA Sedan-Torcy D1 – Sporting Toulon D2 2:1 - Red Star OA D2 – AS Béziers D2 1:0 - AS Saint-Étienne D1 – Stade Français Paris D2 2:0 - Racing Paris D1 – US Forbach D2 6:2 - Olympique Nîmes D1 – Olympique Alès D1 1:0 n. V. - FC Metz D2 – OSC Lille D1 3:3 n. V., 2:0 - Olympique Lyon D1 – ES Bully DH 4:0 | - Le Havre AC D2 – FC Annecy CFA 1:1 n. V., 1:1 n. V., 3:1 - FC Toulouse D1 – OGC Nizza D1 2:1 - SC Draguignan CFA – FC Perpignan D2 1:0 - RCFC Besançon D2 – CS Fontainebleau DH 3:0 - SCO Angers D1 – FC Limoges D1 3:1 - FC Sochaux D1 – Girondins Bordeaux D2 1:1 n. V., 0:0 n. V., 2:1 - AS Troyes-Savinienne D2 – AS Cannes D2 4:1 - Stade Reims D1 – USO Bruay DH 8:0 |

## Achtelfinale
Spiele am 22. Februar, Wiederholungsmatch am 5. März 1959
| - Stade Rennes UC D1 – AS Troyes-Savinienne D2 2:0 - Racing Paris D1 – AS Saint-Étienne D1 3:2 - Olympique Nîmes D1 – Red Star OA D2 4:0 - FC Metz D2 – RCFC Besançon D2 2:1 n. V. | - Olympique Lyon D1 – Stade Reims D1 3:1 n. V. - Le Havre AC D2 – SC Draguignan CFA 2:0 - FC Toulouse D1 – UA Sedan-Torcy D1 1:1 n. V., 3:1 - FC Sochaux D1 – SCO Angers D1 2:0 |

## Viertelfinale
Spiele am 29. März 1959
| - Stade Rennes UC D1 – Olympique Lyon D1 3:2 - Olympique Nîmes D1 – Racing Paris D1 4:0 | - Le Havre AC D2 – FC Metz D2 2:0 - FC Sochaux D1 – FC Toulouse D1 2:1 n. V. |

## Halbfinale
Spiele am 12. April 1959
| - Le Havre AC D2 – Olympique Nîmes D1 1:0 | - FC Sochaux D1 – Stade Rennes UC D1 2:1 |

## Finale

### 1. Endspiel
Spiel am 3. Mai 1959 im Stade Olympique Yves-du-Manoir in Colombes vor 50.778 Zuschauern
- Le Havre AC – FC Sochaux 2:2 n. V. (1:1, 1:1)

#### Mannschaftsaufstellungen
Auswechslungen waren damals nicht möglich.
Le Havre AC: Christian Villenave – Kassem Hassouna, Albert Eloy, Jean-Louis Lagadec – Jacques Meyer, Édouard Salzborn – Jean Saunier, Jacques Ferrari, André Strappe , Hocine Bouchache, Frédéric N’Doumbé
Trainer : Lucien Jasseron
FC Sochaux: Raymond Barthelmebs – Pierre Lubrano, André Mazimann, Lucien Mille – Georges Bout, Joseph Tellechea – Samuel Edimo, Yngve Brodd, Julien Stopyra, Serge Bourdoncle, René Gardien 
Trainer : Gabriel „Gaby“ Dormois und Paul Wartel
Schiedsrichter: Jean-Louis Groppi (Nîmes)

#### Tore
1:0 Ferrari (1.)

1:1 Eloy (45., Eigentor)

1:2 Gardien (109.)

2:2 Bouchache (113.)

### Wiederholungsspiel
Spiel am 18. Mai 1959 im Stade Olympique Yves-du-Manoir in Colombes vor 36.655 Zuschauern
- Le Havre AC – FC Sochaux 3:0 (2:0)

#### Mannschaftsaufstellungen
Auswechslungen waren damals nicht möglich.
Le Havre AC: Christian Villenave – Kassem Hassouna, Albert Eloy, Jean-Louis Lagadec – Jacques Meyer, Édouard Salzborn – Valentin Navarro, Jacques Ferrari, André Strappe , Hocine Bouchache, Frédéric N’Doumbé
Trainer : Lucien Jasseron
FC Sochaux: Paul Wendé – Pierre Lubrano, André Mazimann, Lucien Mille – Georges Bout, Joseph Tellechea – Samuel Edimo, Yngve Brodd, Julien Stopyra, Raphaël Tellechea, René Gardien 
Trainer : Gabriel „Gaby“ Dormois und Paul Wartel
Schiedsrichter: Jean-Louis Groppi (Nîmes)

#### Tore
1:0 Meyer (21.)

2:0 N'Doumbé (31.)

3:0 Navarro (87.)

### Besondere Vorkommnisse
Im ersten Endspiel erkannte Schiedsrichter Groppi ein Tor von Sochaux’ Halbrechtem Yngve Brodd nicht an – es wäre die 3:2-Führung gewesen –, weil er in den Schuss des Schweden hinein die erste Halbzeit der Verlängerung abgepfiffen hatte.
Le Havres Spielführer André Strappe hatte bereits zehn Jahre zuvor mit dem OSC Lille in seinem ersten Pokalfinale gestanden; 1953 und 1955 holte er sich mit den Nordfranzosen dann auch seine ersten beiden Trophäen in diesem Wettbewerb.